# Palacio de los Olvidados
El Palacio de los Olvidados es un museo de Granada, España, dedicado a la inquisición española, historia judía, y patrimonio granadino y andaluz. El Palacio está ubicado en el Albaicín, barrio declarado Patrimonio de la Humanidad por la Unesco en 1994 como ampliación del conjunto monumental de la Alhambra y el Generalife.
El museo ocupa la emblemática Casa-Palacio de Santa Inés, un edificio restaurado del siglo XVI declarado Bien de Interés Cultural. En su fachada destaca un escudo de armas sin identificar, cuyos rasgos hacen creer que pertenecía a un judío converso que quiso dejar patente su pureza de sangre. El museo, inaugurado en 2014, ofrece visitas guiadas previa suscripción.

## Contexto histórico
Apenas quedan restos de la Granada de los judíos, pero fueron una importante comunidad con grandes poetas, hombres de estado, científicos y filósofos, que contribuyeron a enriquecer la ciudad de la Alhambra. El Palacio de los Olvidados fue concebido como espacio expositivo dedicado a la cultura sefardí de Granada, debiéndose su nombre a "un pueblo que quedó «olvidado» tras la inquisición y su expulsión de Granada con la llegada de los Reyes Católicos." Con ello se pretende cubrir ese vacío histórico y el desconocimiento sobre la presencia sefardí en la ciudad.

## Descripción
Con sus más de 700 metros cuadrados, el Palacio permite disfrutar de sus señoriales salas y ofrece unas impresionantes vistas de la Alhambra y del Albaicín desde su mirador y terrazas. En los últimos años el museo cuenta con dos exposiciones permanentes: Inquisición: Antiguos instrumentos de tortura y Flamenco interactivo.

### Exposición
El museo integra elementos que forman parte de su estructura con colecciones particulares, la más importante siendo de la familia Crespo López, repartida entre las dos plantas del espacio expositivo, con piezas relacionadas con la Inquisición, los judíos conversos (o nuevos cristianos), símbolos religiosos, rituales litúrgicos y festividades. Se hace hincapié en la importancia de la mujer dentro de la cultura sefardí y en los personajes más emblemáticos de la comunidad judía, como Samuel Ibn Nagrella, Moses ibn Ezra o Yehuda ibn Tibbon. El recorrido termina en un cuarto dedicado enteramente a la Sinagoga del Agua en Úbeda (Jaén), con una reproducción de su baño ritual (Mikve).
Con el fin de dejar patente la relevancia de la Inquisición en la vida de los judíos granadinos, las dos temáticas comparten el mismo espacio. Una horca con vistas a la Alhambra, guillotinas y máscaras de tortura, se mezclan en el Palacio de los Olvidados con símbolos de la cultura sefardí, con relojes de sol y avances astrofísicos que recuerdan la presencia y persecución de los judíos y evidencia la luz y la sombra de esa época.

#### Museo de la Inquisición
La Inquisición española, establecida por los Reyes Católicos en 1478 con el fin de «purificar» a España e imponer el catolicismo, duró 350 años hasta que fue abolida en 1834.
El Palacio de los Olvidados tiene en exposición a más de 70 instrumentos de tortura utilizados por el tribunal europeo y español de la Inquisición. Música de cuerda «tenue como la luz de sus estancias» conduce por el «recorrido del terror» y adelanta, con un esqueleto atado a una rueda y el sambenito que señalaba a los impíos, el repertorio de elementos de tortura distribuidos en sus dos plantas.

#### Exposición Flamenco Interactivo
En la primera planta se encuentra la exposición Flamenco Interactivo, diseñada para crear una experiencia que replica las múltiples sensaciones que evoca el flamenco. En este espacio se da a conocer su pasado y presente, sus compases y latidos, sus cantes, y los tipos de voces.
Diseñada para la «experimentación sensorial», se recrean con la participación del público y con el soporte de aplicaciones de multimedia interactiva sus bailes y las influencias recibidas de otras danzas.

### Eventos temáticos
El Palacio de los Olvidados suele acoger eventos temáticos relacionados con la historia judía de Andalucía, España y el mundo. En 2014, dos granadinos, el artista judío Omar Jerez y el reputado poeta Juan Carlos Friebe, hijo de un alemán que militó en las Juventudes Hitlerianas, se unieron en el Palacio para una reflexión sobre el antisemitismo.